# Georg Hornstein

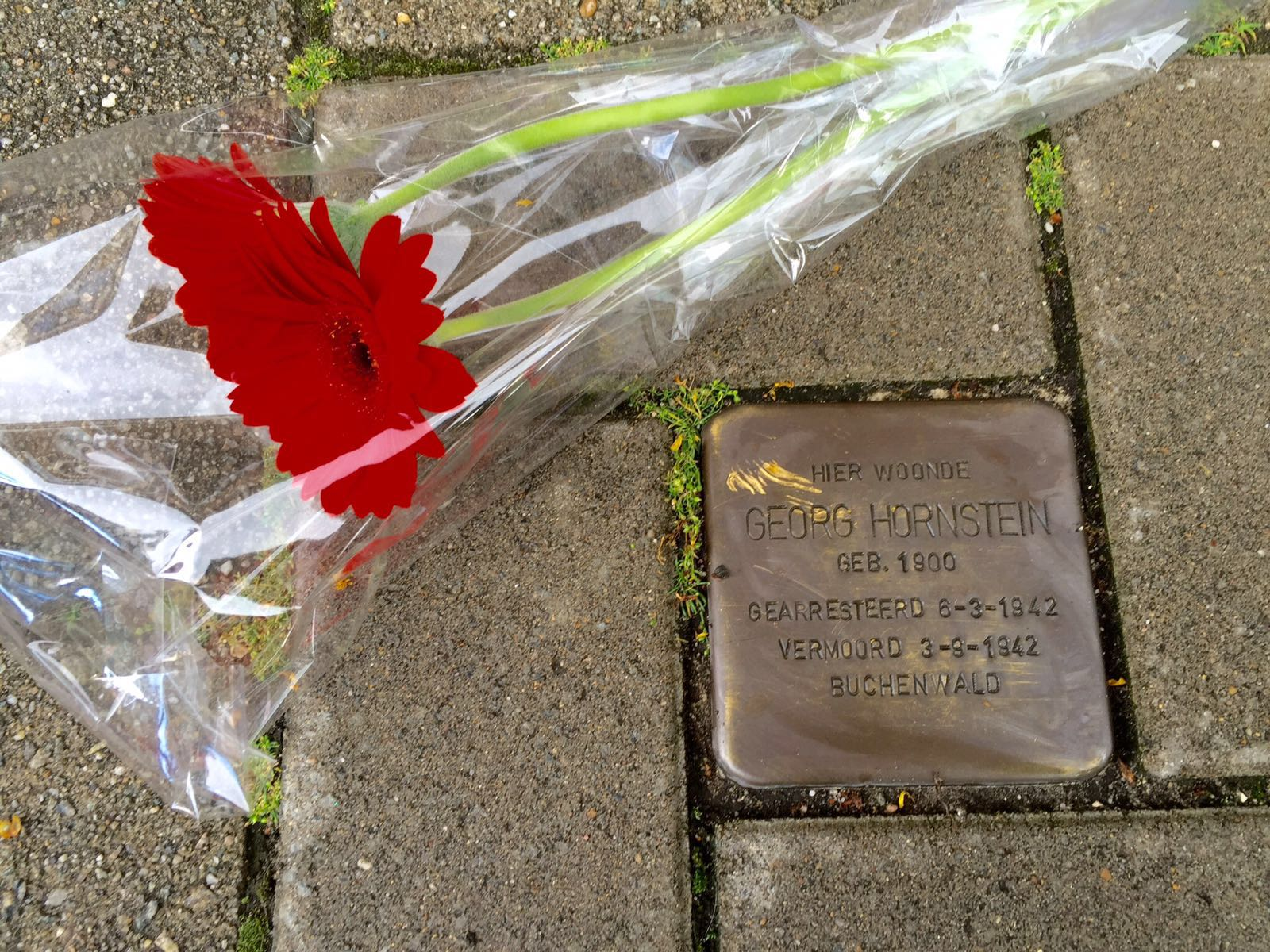
Adoquin de recuerdo (stolperstein) en 65 Waalstraat, Ámsterdam

Georg Hornstein ( Berlín, 8 de diciembre de 1900 - Campo de concentración de Buchenwald, Alemania, 3 de septiembre de 1942) fue un combatiente de la resistencia judía en la Alemania nacionalsocialista. El reconocimiento de su herencia judía, que él mismo hizo en 1942 durante su cautiverio por parte de la Gestapo, ha sido citado con frecuencia como ejemplo de la resistencia judía frente al nazismo.

## Biografía
Georg Hornstein nació en Berlín, hijo de un comerciante y se crio en Düsseldorf, ciudad a la que su familia se trasladó en 1902. En Düsseldorf sus padres tenían una tienda en el elegante bulevar Königsallee. Hornstein completó su bachillerato (Abitur) y se matriculó brevemente en la escuela de negocios de Colonia, hasta que se alistó como voluntario cuando se aproximaba el final de la Primera Guerra Mundial, en enero de 1918. Fue enviado primero a Viena y más adelante sirvió como alférez (33 regimiento de francotiradores reservistas) en Cracovia  hasta su puesta en libertad en noviembre de 1918. Continuó sus estudios en Colonia, París, Londres y Buenos Aires y volvió a Düsseldorf en 1926 para hacerse cargo del negocio familiar. En 1930, la firma De Bijenkorf holandesa de grandes almacenes, con sede en Ámsterdam confió a Georg Hornstein el departamento central de compras para Europa y África del Norte. Después de la toma del poder por los nazis, Hornstein intentó emigrar pero tuvo que regresar a Holanda para que no caducase su permiso de residencia.
Con el estallido de la Guerra Civil Española, se ofreció como voluntario en Barcelona para luchar con el Ejército español, perteneciendo al Batallón Thälmann de las Brigadas Internacionales, formado por brigadistas de habla alemana. Sirvió como intérprete e instructor en Albacete y participó en la Batalla de Madrid en Brunete, donde fue herido de gravedad, y desde septiembre de 1937 hasta abril de 1938 sirvió en Albacete como oficial de enlace entre el gobierno de la República y el Estado Mayor General de las Brigadas Internacionales.
A finales de abril de 1938 obtuvo permiso para regresar a Ámsterdam, donde inició una actividad de fabricación de artículos de piel. En mayo de 1940, durante la Segunda Guerra Mundial, cuando la Alemania nazi ocupó los Países Bajos, consiguió liquidar su negocio y adquirir joyas y objetos de valor. Pero cuando intentaba salir de Holanda y huir al extranjero, fue capturado por la Policía Secreta (Sicherheitsdienst o SD) y trasladado a la prisión de Düsseldorf, donde fue detenido y torturado. A un cierto punto, durante su periodo de detención por la Gestapo, Hornstein escribió la siguiente declaración sobre su identidad judía:
"...Si bien es verdad que poseo la nacionalidad alemana y que estoy considerado ciudadano alemán como reza la ley, lo cierto es que como judío he perdido todos mis derechos en Alemania, y de ahí que me esforzase en encontrar una nueva patria.... [...]... Como judío, luché allí [en España] por mis convicciones y por mis derechos humanos. Bajo esas circunstancias concretas, no me consideraba ya un ciudadano alemán y estaba dispuesto a aprovechar cualquier oportunidad que se me presentara para obtener una nueva nacionalidad, al igual que estoy dispuesto como judío, a luchar por mis derechos humanos. No tengo nada más que declarar".
Georg Hornstein: informe del interrogatorio de la Gestapo, 24 de enero de 1942.
En base al informe del interrogatorio se tomó la decisión de aplicar a Hornstein el tercer grado de prisión preventiva o Schutzhaft (ya que "debido a su pasado de combatiente en la España Roja [...] actuaría contra los intereses del Estado"). La orden fue firmada el 6 de marzo de 1942 por el propio Reinhard Heydrich y Hornstein fue trasladado al campo de concentración de Buchenwald, donde llegó el 7 de mayo de 1942. Allí estuvo constantemente bajo vigilancia y no se le permitió trabajar. Mientras tanto, su madre, Hulda Hornstein era deportada de Düsseldorf a Theresienstadt el 21 de julio de 1942. Georg Hornstein fue asesinado por miembros de las SS en Buchenwald el 3 de septiembre de 1942.